# ウィルフレド・メンデス
ウィルフレド・メンデス・フィゲロア（Wilfredo Mendez Figueroa、1996年11月10日 - ）は、プエルトリコのプロボクサー。カグアス出身。元WBO世界ミニマム級王者。

## 来歴
2016年7月9日、プロデビュー。
2018年3月17日、サントドミンゴのホテル・ジャラグアでレイマン・ベナビデスとWBAフェデラテンミニマム級王座決定戦を行い、プロ初黒星となる11回0-3（101-107、102-106、101-108.5）の判定負けを喫し王座獲得に失敗した。
2018年9月28日、トゥルイホ・アルトのチャンチャ・ルーベン・ザヤスでアクセル・アラゴン・ベガとNABO北米ミニマム級王座決定戦を行い、10回3-0（98-92、99-91、100-90）の判定勝ちを収め王座を獲得した。
2019年8月24日、サンファンのプエルトリコ・コンベンション・センターでWBO世界ミニマム級王者のビック・サルダールに挑戦し、12回3-0（117-110、116-110、115-112）の判定勝ちを収め王座を獲得した。
2019年10月26日、トゥルイホ・アルトのチャンチャ・ルーベン・ザヤスでWBO世界ミニマム級15位のアクセル・アラゴン・ベガと1年1ヶ月振りに再戦し7回19秒で試合終了となり、2-1（66-67、68-65、67-66）の負傷判定勝ちを収め初防衛に成功した。
2020年2月8日、パナマシティのホテル・エル・パナマでWBO世界ミニマム級3位のガブリエル・メンドーサと対戦し、9回1分28秒TKO勝ちを収め2度目の防衛に成功した。
2021年8月14日、テキサス州フリスコにてカルロス・ブイトラゴと対戦予定だったが、ブイトラゴが減量中に脱水症状となり2日前の12日に試合中止となった。
2021年12月14日、両国国技館にてWBO世界ミニマム級1位の谷口将隆と対戦し、11回1分8秒TKO負けを喫し王座陥落した。
2023年4月16日、国立代々木競技場第二体育館にてWBC世界ミニマム級3位の重岡優大とWBC世界同級暫定王座決定戦を行い、7回25秒KO負けを喫し、暫定という形での世界王座返り咲きに失敗した。

## 獲得タイトル
- NABO北米ミニマム級王座
- WBO世界ミニマム級王座（防衛2）